# Riff (musique)
Pour les articles homonymes, voir Riff.
Pour l’article ayant un titre homophone, voir RIF.

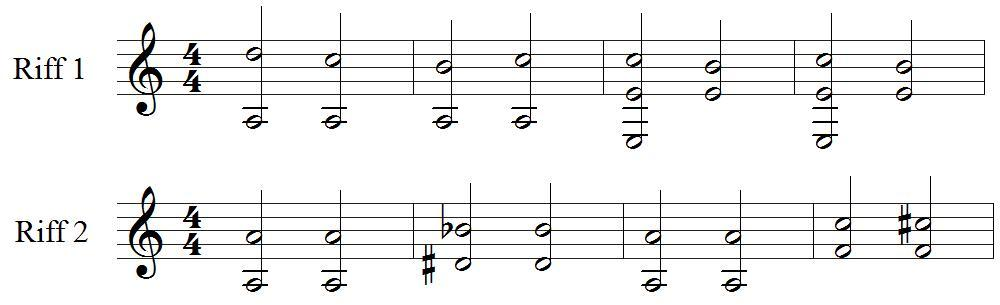
Extrait de la tablature du morceau Transilvanian Hunger du groupe Darkthrone.

Un riff (mot en anglais, altération et diminution de « refrain »,,,) est un court motif musical ou un ostinato, c'est-à-dire une combinaison de notes, d'accords ou un refrain joués de manière répétitive par la section rythmique ou le musicien soliste d'une formation musicale. Le riff n'est pas apparu avec les musiques contemporaines : on peut évoquer les ritournelles, bien antérieures.

## Caractéristiques
Le riff constitue la base musicale et/ou rythmique ou bien encore l'accompagnement d'une composition et c'est typiquement l'accroche d'un morceau, la signature reconnaissable qui fait que lorsque l'on évoque un morceau précis à quelqu'un, le riff fredonné « parle » immédiatement. Le terme est utilisé pour la première fois aux alentours des années 1920 par les musiciens de jazz, et est popularisé en 1945 par Thriving on a Riff de Charlie Parker. Il est également utilisé par les musiciens de blues, de rock ou de funk.
L'écriture pour big band dans le jazz classique (swing, etc.) utilise beaucoup ce type d'effet. Dans le big band de Count Basie à la fin des années 1930, une partie du répertoire était composée de thèmes blues sur lesquels étaient joués des riffs de cuivres définis oralement (principe des « head arrangements »). Utilisé comme support de la mélodie, le riff pouvait aussi devenir la mélodie elle-même : In the Mood de Glenn Miller en est un exemple célèbre. [réf. souhaitée]
Les musicologues américains David Brackett et Richard Middleton définissent le riff comme une « courte phrase mélodique » ou « une courte figure musicale rythmique, mélodique, ou harmonique répétée pour constituer la base d'une composition musicale ».[réf. souhaitée] Le musicien et essayiste Rikky Rooksby, quant à lui, considère que « le riff est une courte phrase musicale répétitive et facilement mémorisable qui constitue le principal moteur de l'énergie et de l'excitation provoquées par le rock ».[réf. souhaitée] La techno, répétitive par définition, se caractérise par le fait d'être uniquement à base de riffs (ce qui était déjà le cas, longtemps avant, du boogie-woogie). Quant à Wynton Marsalis, trompettiste de jazz, il définit le riff dans un morceau à l'image des pancartes rencontrées successivement sur la route, donnant à chaque fois la destination finale, avec le confort de savoir où l'on va. [réf. souhaitée]
Un riff peut être plus ou moins élaboré au point de vue mélodique ou harmonique. Les compositions de Chuck Berry se signalent par l'emploi systématique de riffs très brefs sur pas plus de 2 ou 3 notes.
Parmi les exemples de riffs les plus notables, citons ceux de You Really Got Me des Kinks, Smells Like Teen Spirit de Nirvana, (I Can't Get No) Satisfaction des Rolling Stones, Day Tripper des Beatles, Whole Lotta Love de Led Zeppelin ou encore Smoke on the Water de Deep Purple, Highway to Hell de AC/DC, Walk This Way d'Aerosmith, Iron Man de Black Sabbath, Money For Nothing de Dire Straits,   et Seven Nation Army des White Stripes à la guitare pour le rock, Blue Monk de Thelonious Monk , Take Five de Dave Brubeck, So What de Miles Davis, Take the "A" Train de Duke Ellington pour le jazz, Mannish Boy de Muddy Waters, Boom Boom de John Lee Hooker et Layla d'Eric Clapton pour le blues…